# Mulaló
Mulaló ist eine Ortschaft und eine Parroquia rural („ländliches Kirchspiel“) im Kanton Latacunga der ecuadorianischen Provinz Cotopaxi. Die Parroquia besitzt eine Fläche von 438,5 km². Die Einwohnerzahl lag im Jahr 2010 bei 8095.

## Lage
Die Parroquia Mulaló liegt im Andenhochtal von Zentral-Ecuador. Das Verwaltungsgebiet liegt im Nordosten der Provinz Cotopaxi und erstreckt sich über die Süd- und Westflanke des Vulkans Cotopaxi. An der nördlichen Verwaltungsgrenze befindet sich der Vulkan Rumiñahui. Im Südosten fließt der Río Cutuchi entlang der Verwaltungsgrenze nach Süden. Die Fernstraße E35 (Latacunga–Quito) verläuft entlang der nordwestlichen Verwaltungsgrenze. Der etwa 3000 m hoch gelegene Hauptort befindet sich 17,5 km nordnordöstlich der Provinzhauptstadt Latacunga.
Die Parroquia Mulaló grenzt im Norden und im Nordosten an die Provinz Pichincha mit den Parroquias Aloasí und Machachi (beide im Kanton Mejía), im Osten an die Provinz Napo mit den Parroquias Archidona (Kanton Archidona) und Pano (Kanton Tena), im Süden an die Parroquia Aláquez, im Südwesten an die Parroquia Joseguango Bajo sowie im Westen an die Parroquias Tanicuchí und San Juan de Pastocalle.

## Orte und Siedlungen
In der Parroquia Mulaló gibt es folgende Barrios:
- Chinchil de Robayos
- Chinchil de Villamarín
- Churopinto Santa Catalina
- Colcas
- El Caspi
- El Rosal
- La Libertad
- Macaló Chico
- Macaló Grande
- Callo Macheno
- Mulaló Centro
- Quisinche Alto
- Rumipamba de Espinosas
- San Isidro
- Rumipamba de Villacís
- Salatilín
- San Agustín
- San Antonio de Limache
- San Francisco de Espinozas
- San Miguel de Mulaló
- Ticatilín
- Trompucho

Ferner gibt es die Comunas Ashigua, Joseguango Alto, San Agustín de Callo, San Bartolo Tanitán, San Ramón und Langualó Grande.

## Geschichte
Mulaló geht auf eine Gründung am 4. Oktober 1534 zurück. Am 22. April 1897 wurde die Parroquia Mulaló eingerichtet.

## Ökologie
Der Nordosten der Parroquia gehört zum Nationalpark Cotopaxi.